# Altération du rythme circadien dans la maladie de Parkinson
 (janvier 2023).
Le rythme circadien, qui est manifesté par des changements physiologiques et comportementaux, tels que le sommeil, la température corporelle et les hormones, dans un cycle d’environ 24 heures peut aboutir à plusieurs problèmes de santé lorsque perturbé. Un rythme circadien perturbé peut être un des symptômes précoces ou un des risques des maladies neurodégénératives, telle que la maladie de Parkinson. Il serait alors important de considérer le rythme circadien des patients atteints de la maladie de Parkinson lors de l’administration de thérapies.

## Dérèglements du cycle du sommeil
Les problèmes de sommeil font partie des symptômes les plus observés et les plus précoces chez les personnes atteintes de la maladie de Parkinson. En effet, 50 % des patients souffriraient d’insomnie. Ils pourraient être causés par certains symptômes de la maladie, tels les tremblements, la dyskinésie, la rigidité et la nycturie. Ces symptômes peuvent déranger le sommeil en causant des réveils fréquents durant la nuit et ainsi perturber le cycle éveil-sommeil. 
Une étude menée par Obayashi et al suggérerait que les patients atteints par la MP ont une amplitude de phase réduite ainsi qu’une avance de phase dans leur activité de rythme circadien, ce qui affecterait, entre autres, leur cycle éveil-sommeil.

## Problèmes oculaires et trouble comportemental en sommeil paradoxal
La détérioration de la santé oculaire, qui est caractérisée par la diminution de la quantité/performance de cellules ganglionnaires photo-sensitives de la rétine (ipRGC), semble être plus aiguë chez les personnes atteintes de maladies neurodégénératives, dont celle du Parkinson. Les patients atteints ont un affaiblissement du réflexe lumineux pupillaire, ce qui pourrait affecter leur perception de la lumière, et ainsi causer une dérégulation de leur rythme circadien.
Le trouble comportemental en sommeil paradoxal (TCSP), aussi connu sous le nom de Rapid Eye Movement Disorder, est un trouble du sommeil observé chez les patients atteints par la maladie de Parkinson. Il est caractérisé par des rêves vifs et des mouvements brusques durant le sommeil paradoxal. Le complexe Subcoeruleus/Pre-Locus Coeruleus à prédominance glutamatergique permet une atonie musculaire temporaire durant le sommeil paradoxal. Ceci suggérerait que le dérèglement de ce complexe pourrait être la cause de l’apparition du TCSP. Ce syndrôme pourrait donc causer un dérèglement des différentes phases de sommeil, et ainsi affecter le rythme circadien des patients atteints du Parkinson.

## Thermorégulation dans la maladie de Parkinson
La température normale du corps est aux alentours de 37° C. Le rythme circadien de la température corporelle est contrôlé par le système nerveux central et périphérique. Les patients atteints de la maladie de Parkinson se voient quant à eux faire face à une thermorégulation modifiée. Chez les patients atteints, le rythme de 24h est conservé, mais la température va fortement chuter entraînant une diminution de la différence entre la température moyenne et la température minimale. Cette différence est un indicateur de la sévérité de la maladie.
Beaucoup de patients sont également affectés par une dépression impliquant une diminution encore plus forte de la température moyenne. Cette chute anormale permet de détecter les personnes touchées par la dépression chez les patients atteints de la maladie de Parkinson. En 2022, certaines recherches ont démontré une étroite relation entre la maladie de Parkinson et les troubles de sommeil paradoxal (SP), insinuant que l’altération du rythme de la température serait essentiellement liée aux troubles de sommeil, car les sujets contrôles pour les troubles ne montrent aucune baisse de température. Cependant, la sévérité des troubles n’influence pas l’amplitude de la baisse de température. Ces changements de température corporelle peuvent mener à de l’hyperhidrose, hypohidrose et une intolérance à la chaleur. L’altération de la température corporelle moyenne permet ainsi de différencier la maladie de Parkinson du Parkinsonisme. 

## Dérèglement hormonal
Selon la réponse apparente du patient, les symptômes de Parkinson sont divisés en deux types : les symptômes moteurs et les symptômes non moteurs. Ces derniers comprennent le dysfonctionnement du système nerveux autonome, les troubles neuropsychiatriques (y compris les changements de l’humeur, cognitifs, comportementaux et de la pensée), les troubles sensoriels, du sommeil, etc. Certains de ces symptômes sont dus à des troubles hormonaux. 
La mélatonine contrôle l’état d’éveil et de sommeil dans le corps humain et est également un indicateur typique des changements diurnes de l’horloge biologique. Les niveaux de mélatonine fluctuent lentement tout au long de la journée et culminent la nuit. Une étude des fluctuations des niveaux de mélatonine chez les personnes en bonne santé et les patients atteints de la MP a montré que les troubles du sommeil chez ces patients étaient associés aux niveaux de fluctuations anormales de mélatonine, puisque ceux-ci avaient des pics de mélatonine plus faibles que les personnes en bonne santé . De plus, environ 2/3 des patients atteints de la MP ont des niveaux significativement inférieurs de mélatonine, ce qui se traduit par une somnolence diurne excessive. Le 1/3 de patients restant n’a pas démontré de différences significatives dans les fluctuations de mélatonine.

## Thérapies notables

### Luminothérapie
La luminothérapie serait une thérapie circadienne, permettant de réduire les symptômes de troubles neurodégénératifs, puisqu’une étude a montré que l’exposition à une lumière vive de 1 000 à 1 500 lx pour une durée d’exposition d'une heure quotidienne avant l’heure habituelle de coucher permettait une amélioration du sommeil des patients traités, et ce, au bout de deux semaines. 

### Mélatonine
Dans une étude menée sur 40 patients atteints de Parkinson, la mélatonine a été administrée pendant une période de 2 semaines, à des doses allant de 5 à 50 mg/jour, et ce, tous les jours pendant 30 minutes avant le coucher. Par rapport au placebo, le traitement de 50 mg de mélatonine a considérablement augmenté le sommeil nocturne et cette dose était bien tolérée par les patients. Puis, dans cette même étude, il a été révélé que l'administration de 5 mg de mélatonine a été associée à une amélioration significative du sommeil.

### Agoniste de la mélatonine
Le traitement des troubles du sommeil chez les patients atteints de Parkinson avec des médicaments agonistes de la mélatonine, permet d’une part de résoudre les anomalies de sommeil et d’une autre part de prévenir la progression de la MP.

### Ramelteon
Le ramelteon est un nouvel agoniste de la mélatonine agissant sur les récepteurs de la mélatonine et ayant une durée d'action plus longue que cette dernière. L'efficacité et l’absence d’effets secondaires du ramelteon dans le traitement des troubles du sommeil ont été confirmées dans des études menées sur des insomniaques âgés. De plus, le ramelteon peut aussi modifier le cycle sommeil/éveil et peut corriger l'anomalie du SP.

### Tasimelteon
Le tasimelton est un autre agoniste de la mélatonine qui s'est également avéré efficace pour la resynchronisation du sommeil.

### Agomélatine
Finalement, il convient de mentionner l'antidépresseur de l'agomélatine étant agoniste à la mélatonine. Un avantage de l'agomélatine est qu’il a un mode d’action séquentiel. En effet, la nuit, ses effets mélatoninergiques favorisant le sommeil, tandis que pendant la journée, son action antidépresseur via 5-HT2 prend le dessus sur ses effets mélatoninergiques. L'utilisation de l'agomélatine dans la MP peut donc avoir un potentiel thérapeutique considérable en raison de sa double action pour traiter à la fois les symptômes de la dépression et le sommeil perturbé.